# A Barca
A Barca foi um grupo de teatro, fundado por Hélder Costa, Santos Manuel e Maria do Céu Guerra, em 1976.

## Peças
- A Cidade Dourada - estreia
- Zé do Telhado (1978)
- D. João VI (1979) - marcou Mário Viegas no teatro português e brasileiro
- Preto no Branco (1980)
- Que dia tão estúpido (1998)
- Santa Joana dos Matadouros (1984)
- A Cantora Careca (1992)
- Rinoceronte (1993)

Em 2004 assinou contrato com o Ministério da Educação a fim de promover as peças de Gil Vicente.